# Jennifer Hesse
Jennifer „Jenny“ Hesse (geb. Kotz, * 1983 oder 1984) ist eine deutsche Volleyballschiedsrichterin.

## Karriere
Hesse erwarb ihre Schiedsrichterlizenz unter der Anleitung ihres damaligen Lehrers und ehemaligen Bundesliga-Schiedsrichters Wolfgang Schmidt. Im Alter von 16 Jahren leitete sie Partien in der Regionalliga, seit 2005 pfeift sie auch in der 2. Volleyball-Bundesliga. Seit 2014 ist sie Inhaberin der A-Schiedsrichterlizenz, der höchstmöglichen nationalen Lizenz und pfeift seitdem auch in der 1. Bundesliga. Im Dezember 2019 nahm sie am internationalen Schiedsrichterkurs in Ankara teil, der zur Vorbereitung von der Leitung internationaler Partien dienen soll.
Hesse begleitete das DVV-Pokalfinale 2020 und 2021 der Frauen als 2. Schiedsrichterin.
Im Februar 2022 erfolgte die finale Erteilung der internationalen Schiedsrichterlizenz, die im Mai 2022 von der CEV bestätigt wurde.
2024 leitete sie das DVV-Pokalfinale zwischen den WWK Volleys Herrsching und den BR Volleys (0:3) als 1. Schiedsrichterin. Ebenfalls 2024 wurde sie in die Gruppe 2 der europäischen Volleyballschiedsrichter befördert, was sie zur Leitung von Spielen in der Champions League berechtigt. Am 22. September 2024 war sie als 2. Schiedsrichterin beim VBL-Supercup zwischen Allianz MTV Stuttgart und SSC Palmberg Schwerin aktiv.
Am 25. März 2025 leitete sie als 1. Schiedsrichterin das Hinspiel des Finals um den CEV-Pokal der Frauen zwischen Igor Gorgonzola Novara und CS Volei Alba-Blaj (3:1) in Novara.
Hesse hat Stand Januar 2025 mehr als 350 Bundesligapartien geleitet. Sie ist Mitglied des Bundesschiedsrichterausschusses für Familien- und Frauenbelange.

## Privates
Hesse spielt selbst Volleyball, begann ihre Karriere beim VfL Bad Arolsen. Zwischenzeitlich spielte sie in der 3. Liga. Sie ist verheiratet, hat zwei Kinder und lebt in Oberursel. Ihre Schwester Sarah Kegel ist ebenfalls Schiedsrichterin und pfeift in der 2. Bundesliga.